# БТС-4
БТС-4 — советский бронированный тягач средний. Разработан на базе среднего танка Т-44М в 5-м Проектно-технологическом бюро. Предназначен для эвакуации аварийных танков с поля боя из зоны действия огня противника.

## История создания
Разработкой занималось 5 Проектно-технологическое бюро (сейчас 482 Конструкторско-технологический центр бронетанковой техники в Киеве). Тягач разработан в 1965 году. На вооружение принят приказом Министерства обороны СССР от 11 ноября 1967 года.

## Описание конструкции

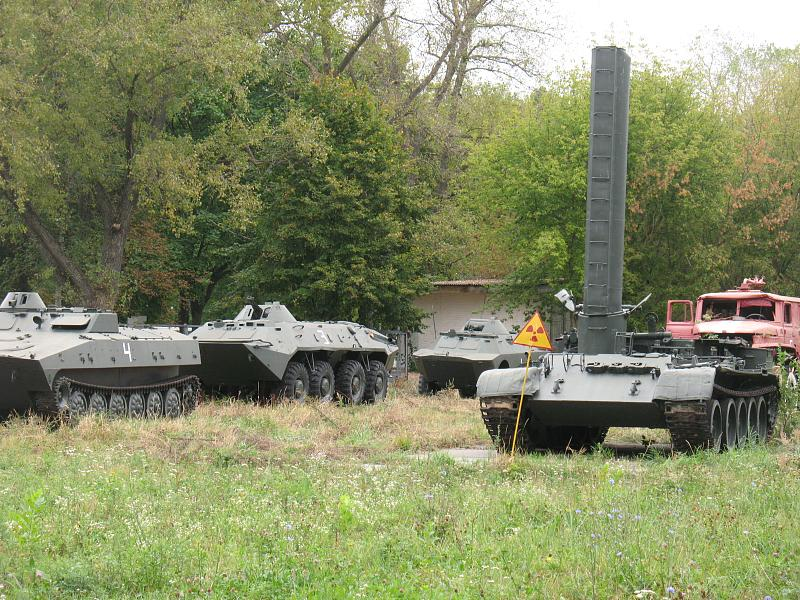
БТС-4 среди техники оставленной после ликвидации последствий аварии на Чернобыльской АЭС

### Броневой корпус и башня
В носовой части корпуса размещено отделение управления, в котором находится экипаж, состоящий из двух человек. В средней части находится грузовая платформа и тяговая лебёдка. Длина троса лебёдки 200 метров, а тяговое усилие составляет 30 тонн.
В кормовой части корпуса имеется откидной сошник. Спереди платформы с левой стороны установлена разборная кран-стрела.

### Вооружение
В комплект поставки входил ручной пулемёт Калашникова (РПК), боекомплект которого составлял 1000 патронов. Также в качестве личного оружия экипажа использовались два автомата Калашникова АК.

## Модификации
БТС-4А — модификация БТС-4 на шасси среднего танка Т-54.
БТС-4В — модификация БТС-4 на шасси ракетного танка ИТ-1.
БТС-4Г — модификация БТС-4 на шасси среднего танка Т-55.
БТС-4АМ (БТС-4М) — модификация БТС-4 на шасси среднего танка Т-55А.
БТС-4Д (БТС-4АД) — модернизация БТС-4 по результатам боевых действий в Афганистане.
В октябре 2021 года Львовский бронетанковый завод изготовил для вооруженных сил Украины несколько модернизированных БТС-4 (на которые были установлены ведущие колёса и гусеничные ленты от танка Т-80).

## Операторы
- Беларусь
- Куба
- Россия
- Уганда — 2 БТС-4 поставлены из Украины в 1995 году.[5] По состоянию на 2024 год на вооружении находится 1 БТС-4.[6]
- Украина — от 22 БТС-4 на вооружении по состоянию на 2022 год.[7]

### Непризнанные республики и образования
- НКР[8]

### Бывшие операторы
- СССР

## Боевое применение
1. Афганская война (1979—1989)[9]
2. Чеченская война 1994—1996[10]
3. Вооружённый конфликт на востоке Украины